# Aechmea servitensis
Aechmea servitensis är en gräsväxtart som beskrevs av Éduard-François André. Aechmea servitensis ingår i släktet Aechmea och familjen Bromeliaceae.

## Underarter
Arten delas in i följande underarter:
- A. s. exigua
- A. s. servitensis